# Гајеви (Градачац)
Гајеви су насељено мјесто у граду Градачцу, Босна и Херцеговина.

## Историја
До рата насеље Гајеви је у цјелини било у саставу општине Босански Шамац.

## Становништво
|             | 2013.       | 1991.        |
| Укупно      | 25 (100,0%) | 626 (100,0%) |
| Бошњаци     | 25 (100,0%) | 23 (3,674%)1 |
| Срби        | –           | 579 (92,49%) |
| Југословени | –           | 19 (3,035%)  |
| Хрвати      | –           | 4 (0,639%)   |
| Остали      | –           | 1 (0,160%)   |

1. 1 На пописима од 1971. до 1991. Бошњаци су пописивани углавном као Муслимани.